# Саннес
Саннес (норв. Sandnes) — комуна у фюльке Ругаланн, Норвегія.
Адміністративний центр муніципалітету — місто Саннес.
Офіційна мова комуни — нейтральна. Населення комуни на 2016 рік становило 74 820 осіб. Площа комуни Саннес — 304,54 км², код-ідентифікатор — 1102.

## Клімат
Центр комуни — у зоні, яку характеризує морський клімат. Найтепліший місяць — липень із середньою температурою 14.3 °C (57,7 °F). Найхолодніший місяць — лютий, із середньою температурою 0.4 °С (32.7 °F).
| Клімат Саннеса          | Клімат Саннеса | Клімат Саннеса | Клімат Саннеса | Клімат Саннеса | Клімат Саннеса | Клімат Саннеса | Клімат Саннеса | Клімат Саннеса | Клімат Саннеса | Клімат Саннеса | Клімат Саннеса | Клімат Саннеса | Клімат Саннеса |
| Показник                | Січ.           | Лют.           | Бер.           | Квіт.          | Трав.          | Черв.          | Лип.           | Серп.          | Вер.           | Жовт.          | Лист.          | Груд.          | Рік            |
| Середня температура, °C | 0,5            | 0,4            | 2,5            | 5,5            | 10             | 12,9           | 14,3           | 14,3           | 11,5           | 8,5            | 4,5            | 2,2            | 7,3            |
| Норма опадів, мм        | 127            | 95             | 110            | 66             | 80             | 91             | 115            | 136            | 190            | 192            | 183            | 160            | 1545           |
| ----------------------- | -------------- | -------------- | -------------- | -------------- | -------------- | -------------- | -------------- | -------------- | -------------- | -------------- | -------------- | -------------- | -------------- |
| Джерело: Weatherbase    |                |                |                |                |                |                |                |                |                |                |                |                |                |